# Campagna di Giava del 1806-1807
La campagna di Giava del 1806-1807 fu una campagna militare nel corso delle guerre napoleoniche tra le forze della Royal Navy britannica e uno squadrone navale del regno d'Olanda, stato cliente del Primo impero francese, di base sull'isola di Giava, nelle Indie orientali olandesi. Cercando di eliminare ogni possibile minaccia ai convogli mercantili inglesi che passassero dallo stretto di Malacca, il contrammiraglio Sir Edward Pellew si pose all'inizio del 1806 l'obbiettivo di contrastare le forze olandesi a Giava, che includevano diverse navi di linea e tre fregate che dovevano essere eliminate per assicurare agli inglesi il dominio totale della regione. Mancando di forze necessarie all'invasione della colonia olandese, Pellew pensò invece di isolare e bloccare lo squadrone olandese di base a Batavia per poi colpire le sue navi principali.
Anche se il suo piano venne ritardato per la mancanza di risorse adeguate e per l'ammutinamento di Vellore in India, Pellew inviò la sua fregata HMS Greyhound nel mare di Giava nel luglio del 1806. La HMS Greyhound intercettò e sconfisse un convoglio olandese al largo della costa di Sulawesi il 25 luglio e tre mesi dopo la fregata HMS Caroline riuscì a catturare la fregata olandese Maria Riggersbergen all'entrata del porto di Batavia. A seguito di questi successi, Pellew fu in grado di portare il grosso delle sue forze sull'isola e nel novembre del 1806 lanciò un raid su Batavia, distruggendo le fregate rimanenti e le navi da guerra più piccole dello squadrone olandese. Le navi olandesi di linea erano sfuggite prima dell'attacco di Pellew al porto di Griessie presso Surabaya, e per quanto fossero vecchie e da riparare, Pellew venne costretto ad una seconda operazione a Giava nell'ottobre del 1807, con la quale cattur il porto ed eliminò le ultime forze navali olandesi presenti nell'area.
La vittoria diede agli inglesi il dominio della regione sugli altri rivali europei, sia nel Pacifico occidentale che nell'Oceano Indiano orientale, permettendo il libero passaggio delle navi commerciali inglesi nella regione e permettendo altresì alle forze inglesi di focalizzarsi sull'Oceano Indiano e precisamente sulle isole francesi di Île Bonaparte e sull'Isle de France (odierna Mauritius).

## Antefatto
All'inizio del 1806, il controllo dell'Oceano Indiano era ancora disputato nelle guerre napoleoniche. L'Impero francese ed il suo stato cliente, il regno d'Olanda, avevano diverse basi navali di una certa importanza nella regione, dalle quali le navi da guerra potevano operare contro gli interessi inglesi. Le isole francesi di Île Bonaparte e Isle de France dominavano la parte centrale dell'Oceano Indiano, consentendo alle loro navi di attaccare convogli isolati, mentre le colonie olandesi del Capo di Buona Speranza e delle Indie orientali olandesi controllavano i principali punti d'entrata dell'oceano da est e da ovest con propri squadroni navali. Gli inglesi, le cui basi in India davano a loro il controllo dell'Oceano Indiano settentrionale, erano in grado di ottenere rinforzi dall'Europa più facilmente dei loro nemici, dal momento che la Royal Navy era già una potenza dominante nelle acque europee, ma le forze inglesi nella regione erano comunque insufficienti ad avere un impatto significativo sui territori francesi e olandesi. Il controllo dell'Oceano Indiano era essenziale per gli inglesi, dal momento che l'economia britannica faceva già largamente affidamento sui possedimenti della Compagnia britannica delle Indie orientali in India ed in altri porti in oriente, in particolare in Cina.
Nel 1803 allo scoppio delle guerre napoleoniche, uno squadrone francese al comando del contrammiraglio Charles Linois aveva già operato nell'Oceano Indiano contro il commercio inglese, inizialmente con base sull'Isle de France. Il principale obbiettivo di Linois era la flotta diretta verso la cina, un convoglio che annualmente trasportava beni preziosi da Canton ed attraversava l'Oceano Indiano, il Capo di Buona Speranza ed infine piegava a nord verso l'Europa. Nel 1804, questo convoglio trasportava valori per più di 8 000 000 di dollari ed era composto da 29 navi, ma non era protetto da navi militari nella prima lega di viaggio nel Mar Cinese meridionale. Per quanto Linois non sapesse della debolezza delle difese del convoglio, sapeva l'importanza ed il valore del suo carico ed era determinato ad intercettarlo utilizzando la base di Batavia, sull'isola di Giava, per le proprie operazioni. Linois infine non riuscì a sconfiggere il convoglio, ritirandosi dopo alcune schermaglie iniziali ed a seguito della battaglia di Pulo Aura, ma l'importanza di Batavia come base contro gli inglesi venne confermata.
Il comandante inglese nell'Oceano Indiano, il contrammiraglio Peter Rainier, era preoccupato di proteggere i mercantili indiani dal possibile rischio di una spedizione dal Mare di Giava. Il suo successore, il contrammiraglio Sir Edward Pellew, venne distratto dalle continue operazioni dello squadrone di Linois e dagli attacchi delle fregate provenienti dall'Isle de France e pertanto si impegnò a prendere posizione contro gli olandesi prima dell'inizio della stagione dei monsoni alla fine del 1805, così da evitare la minaccia degli uragani che avrebbero impedito ogni azione. Ad ogni modo, all'inizio del 1806, la partenza di Linois per l'Oceano Atlantico permise a Pellew ed al suo squadrone di Madras di considerare la possibilità di un'offensiva contro i porti nemici. Oltre alla minaccia degli squadroni francesi, gli olandesi mantenevano le loro forze a Giava, al comando del contrammiraglio Hartsinck di Batavia. Questo squadrone, composto da quattro navi di linea, tre fregate e diverse navi da guerra più piccole, aveva il compito principale di compiere operazioni anti-pirateria, ma la sua presenza nei pressi dello stretto di Malacca era ovviamente vista come una minaccia dal comando inglese in India.

## La campagna militare

### La ricognizione delle fregate
Gli sforzi di Pellew per lanciare un dispiego di forze contro il nemico nel 1806, inizialmente pianificato contro l'Isle de France in congiunzione alle forze del contrammiraglio Sir Thomas Troubridge per poi giungere sin oa Giava, venne ritardato dal fatto che i suoi Royal Marines vennero chiamati a reprimere l'ammutinamento di Vellore. Ad ogni modo, Pellew inviò diverse fregate verso il Mare di Giava per fare ricognizione nella regione, attaccare le navi olandesi che avessero incontrato e riportare informazioni sullo stato dello squadrone navale olandese a Batavia. Le prime navi inviate furono la fregata HMS Greyhound (32 cannoni) al comando del capitano Edward Elphinstone e lo sloop HMS Harrier (18 cannoni) al comando di Edward Troubridge, figlio dell'ammiraglio Troubridge. Elphinstone inizialmente si portò a navigare nelle Isole Molucche tra il giugno ed il luglio di quell'anno, collezionando alcuni successi ed il 25 luglio scoprì quattro navi olandesi presso lo stretto di Selayar. Cauto nei confronti delle forze del nemico, Elphinstone osservò i movimenti delle navi olandesi durante la notte e la mattina del 26 luglio identificò le navi come una fregata, una corvetta e due mercantili. In risposta alle navi inglesi, il comandante olandese N. L. Aalbers formò il suo convoglio in linea, sperando di dissuadere Elphinstone dall'attaccare. Gli inglesi, per nulla spaventati, fecero attaccare la Greyhound contro la fregata olandese Pallas mentre la Harrier passò tra le fregate e la nave mercantile. In 40 minui, la Pallas dovette arrendersi e la Harrier venne pure catturata da due mercantili mentre la corvetta rimanente fuggì verso la costa di Sulawesi, evadendo l'inseguimento.
Di fronte al successo di Elphinstone, una seconda fregata entrò nelle acque olandesi, la HMS Caroline, al comando del capitano Peter Rainier (nipote dell'ammiraglio Rainier) e si mise a sorvegliare il Mare di Giava durante il mese di ottobre di quell'anno. Qui Rainer scoprì che una nave di linea olandese era salpata ad est di Batavia, ma poi era affondata presso le Mille isole il 18 maggio perdendo due uomini. Egli venne inoltre a sapere che la fregfata olandese Phoenix era in riparazione e che si trovava sull'isola di Onrust, non lontano dal porto di Batavia. Navigando per investigare, la Caroline giunse nei pressi del porto il 18 ottobre, ma incontrò due brigantini olandesi che diedero l'allarme, permettendo alla Phoenix di fuggire verso il porto principale. Per nulla intimorito, Rainier salpò verso Batavia e vi scoprì un gran numero di piccole navi da guerra e la fregata Maria Riggersbergen. Le piccole navi da guerra non erano intenzionate a confrontarsi col vascello inglese che le superava per forza e dimensioni, ma il capitano Claas Jager della Maria Riggersbergen attaccò per primo la Caroline. In uno scontro che durò 30 minuti, la nave olandese venne sconfitta, catturata e rinominata HMS Java.

### L'attacco a Batavia
Incoraggiato dal successo delle sue fregate nel Mare di Giava, Pellew raccolse diverse forze nell'autunno del 1806, incluse quattro navi di linea, due fregatee un brigantino per eliminare le forze rimanenti dello squadrone olandese. Raggiungendo lo stretto di Sunda il 23 novembre, Pellew passò il porto di Bantam ed il 27 novembre raggiunse Batavia, dividendo le sue forze così che i vascelli più leggeri fossero più vicini alla riva e le navi di linea rimanessero in acque più profonde davanti all'entrata del porto. Venne catturata una corvetta ed il resto dello squadrone olandese venne colto di sorpresa, scambiando le forze di Pellew per navi dello squadrone francese. Quando realizzarono che si trattavano di navi inglesi, il porto era ormai già bloccato e quindi il capitano Vander Sande guidò la Phoenix a riva, seguito da sei altre navi da guerra e da 22 mercantili.
Determinato ad eliminare le navi olandesi, l'ammiraglio Pellew diede l'ordine alle navi del suo squadrone di affiancarsi alla fregata HMS Terpsichore comandata da suo figlio, il capitano Fleetwood Pellew. Con marinai e Royal Marines inviati ad abbordare i vascelli olandesi, sotto la copertura a distanza delle fregate e l'attacco delle batterie olandesi da riva. Abbordando Phoenix, gli inglesi scoprirono che Vander Sande aveva cercato di affondare le sue navi per evitare che cadessero in mano al nemico, rendendo inutilizzabile la Phoenix. Prendendo i cannoni dalla nave ormai in via di affondamento, il capitano Pellew aprì il fuoco verso le altre navi olandesi e le abbordò una per una, con la perdita di un solo uomo ed il ferimento di altri quattro. Una volta catturate, le navi che non poterono essere rimesse in mare vennero bruciate; il capitano Pellew attese che il resto delle navi olandesi fosse distrutto prima di dar fuoco al relitto della Phoenix e ritornare a bordo della sua nave. In totale, una fregata, sette navi piccole da guerra e 20 navi mercantili vennero distrutte, mentre una delle navi da guerra più piccole e due mercantili vennero catturati. Avendo completato l'obbiettivo, l'ammiraglio Pellew ordinò alle sue navi di disperdersi e ritornare ai porti alleati per l'inverno.

### Griessie
Con la fine della stagione degli uragani invernali, nella primavera del 1807 l'ammiraglio Pellew trovò il suo squadrone disperso in una serie di operazioni che spaziavano dal Mar Rosso al Mar Cinese meridionale. Pellew venne costretto quindi a limitare le sue operazioni al Mare di Giava a semplici campagne di ricognizione delle forze nemiche, inviando quindi ancora una volta la HMS Caroline e la Psyche (al comando di Fleetwood Pellew) ad accertarsi dell'esatta posizione delle navi nemiche. Il 29 agosto, le fregate raggiunsero Panka nel lato est di Giava ed il giorno successivo catturarono un mercantile proveniente da Batavia che rivelò agli inglesi che le navi di linea olandesi erano ancorate a Griessie, presso Surabaya, dal momento che si erano deteriorate e necessitavano di riparazioni. Col completamento della loro missione, le fregate si separarono per razziare delle navi olandesi; la Psyche salpò ad ovest lungo la costa sino a quando Pellew non raggiunse il porto di Semarang.
Osservando le due navi all'ancora di Semarang, Pellew inviò le sue navi la mattina del 31 agosto al comando del tenente Kersteman. Malgrado il pesante fuoco proveniente dalle batterie nemiche da riva, Kersteman riuscì a trainare i vascelli senza perdite, catturando uno schooner da 8 cannoni e un brigantino mercantile.
Mentre le navi erano impegnate a Semarang, Pellew avvistò tre vascelli che si stavano portando dall'imboccatura del porto e diede fuoco alle navi conquistate, dandosi ad inseguire le altre. Alle 15:30, con la Psyche che rapidamente stava avendo la meglio sulle navi olandesi, i capitani nemici deliberatamente portarono i loro vascelli a riva a circa 9 km ad ovest di Semarang. La Psyche scambiò qualche colpo di cannone con queste navi ma a lunga gittata per evitare uno scontro troppo ravvicinato. Alle 16:30, quando Pellew stava preparandosi ad abbordare le navi, una delle tre si arrese .Nel giro di pochi minuti, venne seguita anche dalle altre ammainando le bandiere. Le navi vennero occupate dagli inglesi: erano la corvetta Scipio (24 cannoni), il mercantile armato Resolutie e la nave Ceres (12 cannoni) che apparteneva alla Compagnia olandese delle Indie orientali. Le morti tra gli olandesi non ci sono note, ma il comandante del convoglio, il capitano Carriage, rimase ucciso, mentre la Psyche riuscì a sopravvivere allo scontro senza alcun morto né ferito. Tutti i prigionieri degli equipaggi olandesi vennero sbarcati poco dopo e liberati sulla parola.
Nell'estate del 1807, la responsabilità del blocco delle basi francesi nell'Oceano Indiano passò da Pellew a Madras al contrammiraglio Albemarle Bertie al Capo di Buona Speranza. Questo permise a Pellew di concentrarsi sulle Indie orientali olandesi e ricollocare la sua base temporanea a Malacca, nella penisola malaiana. Pellew salpò quindi da Malacca, seguendo quanto riportatogli dalle sue navi-scout, con uno squadrone di navi il 20 novembre, con l'intento di distruggere i rimanenti vascelli olandesi su Giava. Giungendo allo stretto di Madura il 5 dicembre, Pellew inviò un piccolo gruppo di navi a Griessie con la richiesta alle autorità olandesi di consegnare agli inglesi le loro navi. Ad ogni modo il capitano Cowell (americano di origini ma operante per conto dell'Olanda) rifiutò la richiesta e fece arrestare i componenti delle imbarcazioni, notificando a Pellew le sue azioni ed i suoi intenti. Il giorno successivo, Pellew si portò col suo squadrone nello stretto, scambiando alcuni colpi con una batteria d'artiglieria posta presso Sambelangan, sull'Isola di Madura.
Quando lo squadrone di Pellew si avvicinò a Griessie, giunse un messaggio dal governatore civile olandese di Sourabaya che gli proponeva, cancellando l'ordine di Cowell, la resa incondizionata degli olandesi. Pellew accettò la richiesta ed il 7 dicembre le sue navi poterono entrare tranquillamente al porto di Griessie. Ad ogni modo, nel tempo intercorso nello scambio di messaggi, Cowell aveva già ordinato la distruzione di tutte le navi olandesi nel porto di Griessie per impedire che cadessero nelle mani degli inglesi. Pellew ordinò di bruciare ciò che restava delle navi, e quando gli inglesi sbarcarono perquisirono la città, distruggendo tutti i rifornimenti militari ed i cannoni che poterono trovare. Un altro gruppo di soldati sbarcò presso Sambelangan e demolì la batteria d'artiglieria che si trovava sul posto. Pellew si ritirò l'11 dicembre, soddisfatto di aver raggiunto il proprio obbiettivo.

## Conseguenze
Il successo della campagna contro lo squadrone olandese nelle Indie orientali permise alle forze inglesi di entrare nell'Oceano Indiano e di focalizzare i loro sforzi esclusivamente sui possedimenti francesi di Île Bonaparte e di Isle de France, che risultarono particolarmente complesse da sottomettere nella successiva Campagna delle Mauritius del 1809-1811. La libertà di movimento conquistata dalle forze inglesi nelle Indie orientali risultò un potere incalcolabile: il 27 gennaio 1807, Peter Rainier a bordo della Caroline abbordò la nave spagnola San Raphael che trasportava più di mezzo milione di reales spagnoli a bordo e un cargo eccezionale. Quando il successore di Pellew, il contrammiraglio William O'Bryen Drury tentò di eliminare la presenza degli olandesi dall'area con una serie di invasioni su larga scala nel 1810, le Molucche vennero catturate e nel 1811 anche Giava venne assediata e conquistata. A quel punto gli inglesi non ebbero rivali nell'Oceano Indiano e nel Pacifico.